# Adami
Adami (del ruso: Адамий) o Ademi (en idioma adigué: Адэмый) es un aúl del raión de Krasnogvardéiskoye en la república de Adiguesia de Rusia. Está situado a orillas del embalse de Krasnodar, 8 km al sudoeste de Krasnogvardéiskoye y 70 km al noroeste de Maikop, la capital de la república. Tenía 1 354 habitantes en 2010
Pertenece al municipio de Krasnogvardéiskoye.

## Historia
La localidad fue fundada en 1864 y lleva el nombre de una de las subetnias adigué, la adamiyevtsy. Según el viajero otomano Evliya Çelebi, esta denominación proviene de la palabra turca adam, "persona".
Entre 1922 y 1923 fue centro del distrito Shirvanski del Óblast Autónomo Adigués (Circasiano).

## Nacionalidades
La mayoría de la población pertenece a la etnia adigué.